# Gare du Vaudreuil - Saint-Étienne
Pour les articles homonymes, voir Gare de Saint-Étienne.
La gare du Vaudreuil - Saint-Étienne est une gare ferroviaire, fermée, de la ligne de Saint-Pierre-du-Vauvray à Louviers, située sur le territoire de la commune de Saint-Étienne-du-Vauvray, dans le département de l'Eure, en région Normandie.

## Situation ferroviaire
Établie à 13 mètres d'altitude, la gare du Vaudreuil - Saint-Étienne était située au point kilométrique (PK) 109,4 de la ligne de Saint-Pierre-du-Vauvray à Louviers, entre les gares de Saint-Pierre-du-Vauvray et de Louviers.
Elle disposait d'un quai et d'une voie

## Histoire
La ligne de Saint-Pierre-du-Vauvray à Louviers a été déclarée d'intérêt public le 14 juin 1861, et a été mise en service le 23 avril 1867, incluant la gare du Vaudreuil - Saint-Étienne. Le 27 novembre 1969, le service voyageurs est supprimé sur l'ensemble de la ligne. 
La ligne n'a jamais été déclassée si bien que la plateforme ferroviaire subsiste bien qu'en très mauvais état.

## Patrimoine ferroviaire
Le bâtiment voyageurs d'origine, toujours présent, est resté désaffecté.